# Sergio Bonelli
Sergio Bonelli (Milán, Italia 2 de diciembre de 1932 - Monza, Italia, 26 de septiembre de 2011) fue un editor y autor de cómics italiano. 

## Biografía
Hijo de Gian Luigi Bonelli y de Tea Bertasi, llevó la empresa editorial de fumetti creada por su padre: Sergio Bonelli Editore. Para diferenciarse de él, escribía con el alias Guido Nolitta.
Debutó como guionista traduciendo al italiano las series españolas de Verdugo Ranch, para la que escribió el episodio final (dibujado por Franco Bignotti). En 1958 Bonelli creó su primer personaje, Un ragazzo nel Far West (ilustrado también por Bignotti), y en los años 1950 y 1960 escribió episodios de Il Piccolo Ranger.
En 1960 Bonelli escribió Il Giudice Bean, ilustrado por Sergio Tarquinio; y ese mismo año conoció a Gallieno Ferri, ilustrador con el que creó Zagor en 1961. En 1975 creó la serie Mister No, mientras que en 1977 Bonelli escribió el guion de la novela gráfica L'Uomo del Texas (ilustrada por Aurelio Galleppini) para la serie Un uomo un'avventura. Además, continuó el más célebre cómic de su padre: Tex Willer. En 1990 creó River Bill (con ilustraciones de Francesco Gamba).